# Ленг (гміна Поланець)
Ленг (пол. Łęg) — село в Польщі, у гміні Поланець Сташовського повіту Свентокшиського воєводства.
Населення — 232 особи (2011).
У 1975-1998 роках село належало до Тарнобжезького воєводства.

## Демографія
Демографічна структура на день 31 березня 2011 року:
|          | Загалом | Допрацездатний вік | Працездатний вік | Постпрацездатний вік |
| -------- | ------- | ------------------ | ---------------- | -------------------- |
| Чоловіки | 120     | 28                 | 79               | 13                   |
| Жінки    | 112     | 23                 | 69               | 20                   |
| Разом    | 232     | 51                 | 148              | 33                   |